# Tomas Brolin
Per Tomas Brolin (født 29. november 1969 i Hudiksvall, Sverige) er en tidligere svensk fodboldspiller, der spillede som angriber hos en række europæiske klubber, samt det svenske landshold. Han måtte dog indstille sin karriere som kun 28-årig som følge af en række alvorlige skader.
To gange, i 1990 og 1994 blev han kåret til Årets Spiller i Sverige.

## Klubkarriere
Efter at have indledt sin karriere hos forskellige klubber i sit hjemland blev Brolin udlandsprofessionel hos først italienske Parma FC og siden det daværende Premier League-storhold Leeds United. Han havde desuden et kortvarigt lejeophold hos FC Zürich i Schweiz, og sluttede sin karriere af hos Crystal Palace F.C. Hans mest succesfulde periode var tiden hos Parma, hvor han var med til at vinde både Pokalvindernes Europa Cup, UEFA Cuppen, UEFA Super Cuppen samt den nationale pokalturnering Coppa Italia.

## Landshold
Brolin nåede gennem karrieren at spille 47 kampe og score 26 mål for Sveriges landshold, som han repræsenterede i årene mellem 1990 og 1995. Han deltog for sit land ved VM i 1990 i Italien, EM i 1992 på hjemmebane samt VM i 1994 i USA, hvor svenskerne vandt bronze.

## Titler
Coppa Italia
- 1992 med Parma FC

Pokalvindernes Europa Cup
- 1993 med Parma FC

UEFA Cup
- 1995 med Parma FC

UEFA Super Cup
- 1993 med Parma FC